# Конеро (гора)
Конеро (итал.  Conero) — гора в итальянской области Марке.

## Описание
Высота над уровнем моря — 572 м. Образует орографический каркас мыса, на северном конце которого возвышается Анкона. Здесь с 1987 года находится региональный природный парк, известный богатством своей природной растительности и красотой побережья. Это единственный заметный рельеф на итальянском побережье Адриатического моря, от Триестского залива до полуострова Гаргано. Здесь добывали белый камень, из которого, в частности, построен Анконский собор.